# Sallaz/Vennes/Séchaud
Sallaz/Vennes/Séchaud ist ein Stadtteil (Quartier) der Schweizer Stadt Lausanne. Er befindet sich im Nordosten der Stadt.
Der Stadtteil selbst ist wiederum in acht Teilbereiche (Sektoren) aufgeteilt. Es sind dies La Sallaz, Vennes, Route de Berne, Valmont, Grangette, Praz-Séchaud, Chemin des Roches und Grand-Vennes. Auf einer Fläche von 2.341 km² wohnten im Jahr 2018 rund 15'277 Einwohner.

## Lage
Der einwohnerreichste Stadtteil von Lausanne dient als Wohnquartier mit diversen Einkaufszentren und Geschäften.

## Öffentliche Verkehrsmittel
Die Buslinien 6 und 41 der Transports publics de la région lausannoise verkehren im Stadtteil. Das Gebiet ist seit der Erweiterung der Métro M2 im Jahr 2008 sehr gut erschlossen.

## Bauwerke und Sehenswürdigkeiten
Die Autobahn A9 verläuft mitten durch Sallaz/Vennes/Séchaud.

## Galerie

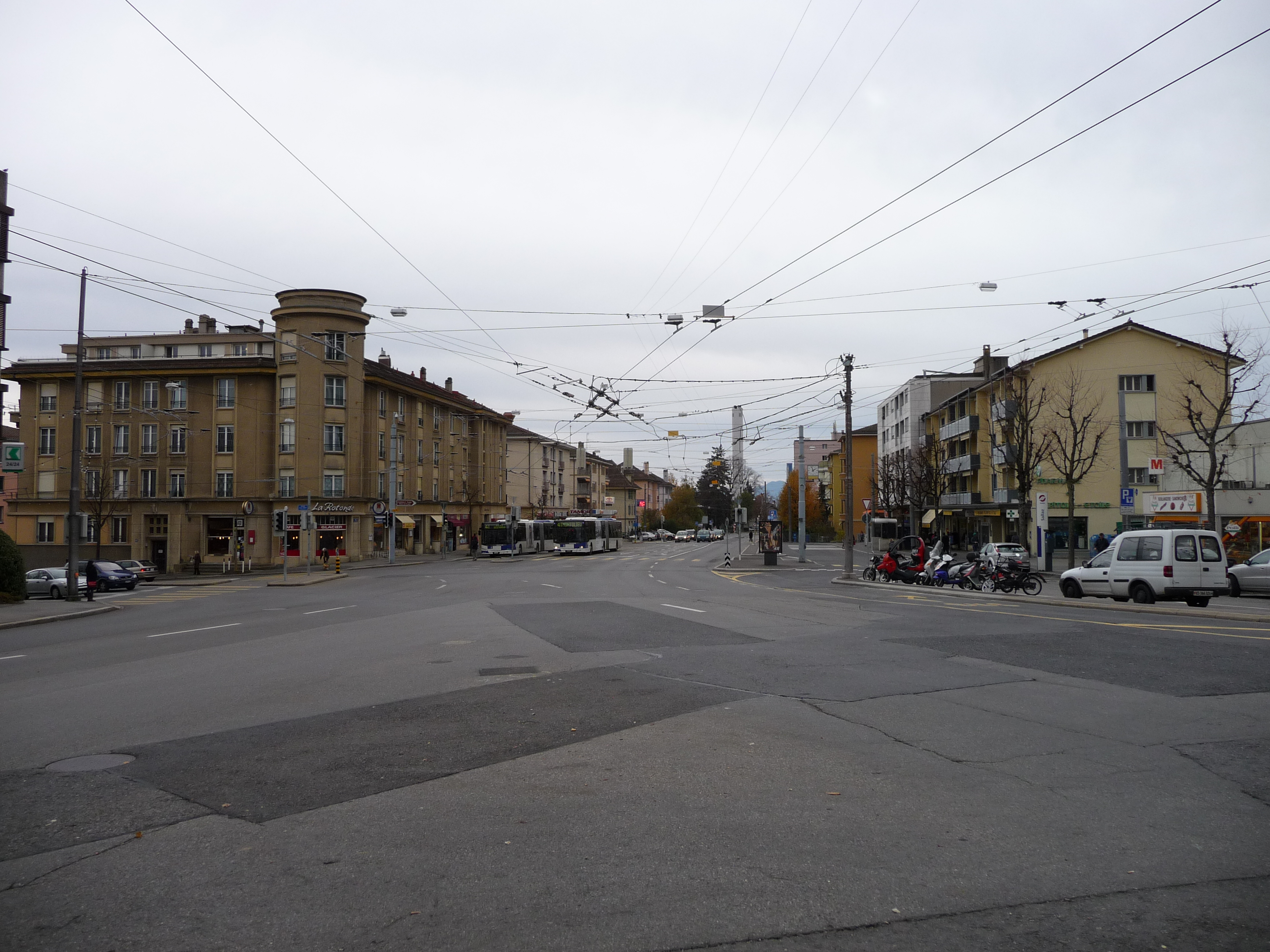
Zentrum des Stadtteils (La Sallaz, von Norden aus gesehen im Jahr 2009)
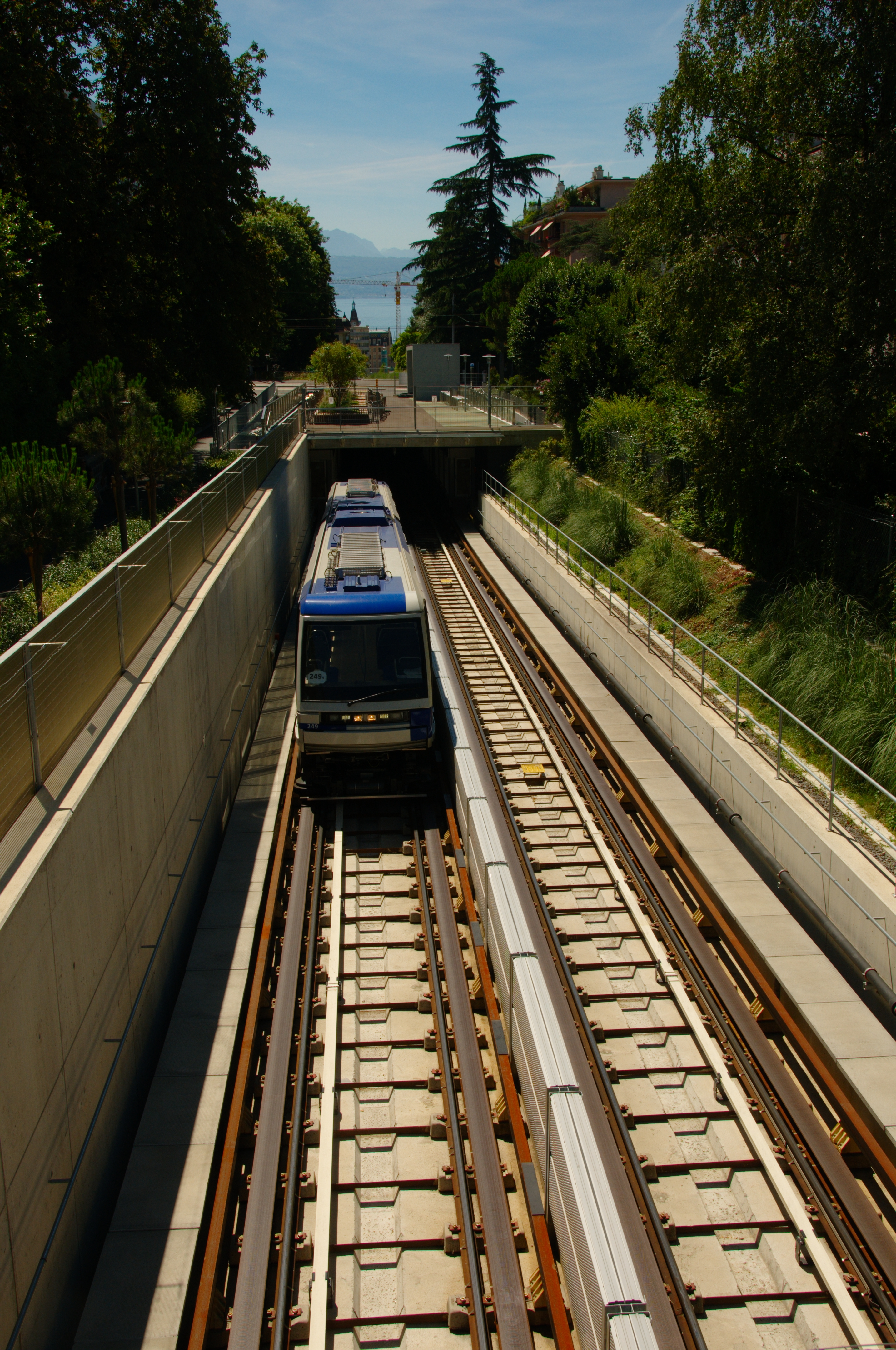
Die Strecke der M2 verläuft an drei Stellen oberirdisch, wie hier kurz vor der Station La Sallaz
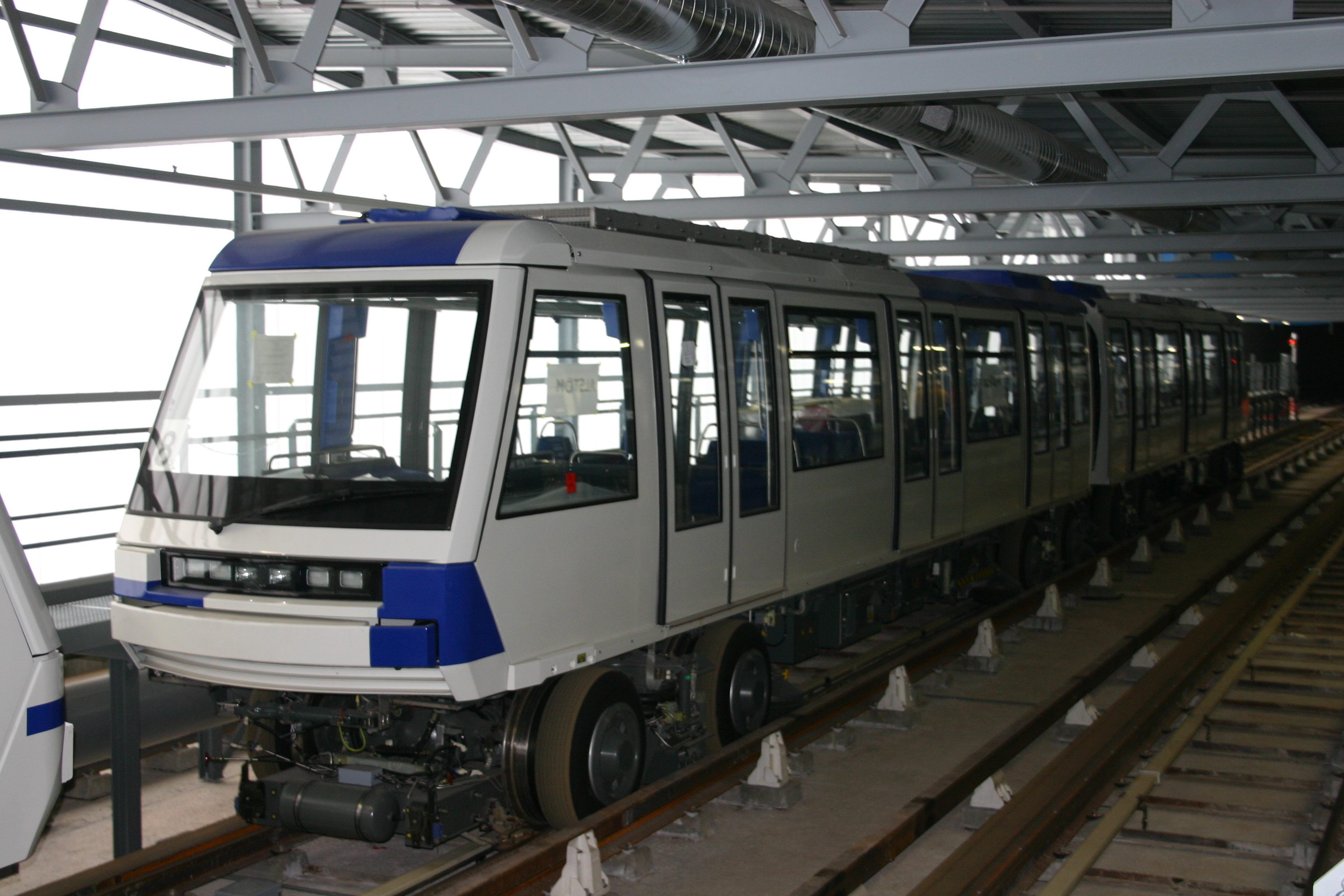
Triebwagen der M2 im Depot in Vennes